# Корпоративный детский сад
Корпоративный детский сад — это специально организованное работодателем пространство для временного пребывания детей в офисе или в его близи. Здесь родители могут оставить ребенка на несколько часов или на целый день, забегая его время от времени проведать или покормить. Широкое распространение эта модель организации дошкольного детского образования получила в крупных компаниях в Европе и США.

## Возникновение идеи в России
Впервые об опыте организации корпоративных детских садов широко заговорили в 2012 г., когда руководители HR-департаментов крупнейших компаний страны запустили цикл конференций «Семья и бизнес». В рамках этого мероприятия особое внимание было уделено вопросу оптимального баланса между работой и личной жизнью и причинам, почему бизнесу полезно поддерживать семейные ценности сотрудников. Интерес был вызван существенными демографическими изменениями и экономическими тенденциями. Структура современной семьи сильно изменилась: сегодня и муж, и жена чаще всего работают оба. Плюс есть проблема неполных семей. Таким образом, рост числа женщин на рынке труда, в том числе с маленькими детьми, оказывает влияние на корпоративную культуру. Как подчеркивает Татьяна Ананьева, генеральный директор Recruitnet.ru: «Стоит отметить, что все больше компаний от маленьких проектов переходят к системным большим программам. И видят, как положительно это отражается на бизнес-результатах».
Те, кто занимается потребностями семейных сотрудников, заостряют внимание на низкой обеспеченности детскими дошкольными учреждениями. После рождения детей молодые сотрудники компаний сталкиваются с проблемой нехватки мест в государственных дошкольных учреждениях, высокой стоимостью посещения частных садов, а также расходами на нянь и частных педагогов. У многих семей либо совсем нет возможности отдавать детей в детские сады, либо садики удалены от дома и места работы родителей. Поэтому молодые сотрудники и вынуждены часто менять рабочие места, перестраивать схемы своей работы, что отражается на эффективности работы предприятия в целом.
Именно этот аспект делает корпоративный детский сад и ясли идеальным решением для организаций, привлекающих к работе преимущественно молодые кадры. Такого рода инвестиции являются неотъемлемыми составляющими корпоративной социальной ответственности. Традиционные средства материальной мотивации изжили себя, поэтому работодателям приходится менять и модифицировать виды поощрения.
Решение об открытии корпоративного детского сада отвечает многим современным тенденциям стратегического управления персоналом, как-то:
- создание положительного образа работодателя,
- создание корпоративной культуры, ориентированной на поддержку семьи (family-friendly business),
- поддержание гармоничного баланса между работой и личной жизнью (work-life balance),
- поддержка здорового образа жизни,
- управлением многообразием (Multicultural and diversity management).

## Преимущества корпоративного детского сада для организации
Какую конкретную пользу компании может принести решение открыть специальный детский сад?
- Получить большую гибкость в работе сотрудников. Если часы работы детского образовательного учреждения соответствуют потребностям сотрудников, то у молодых родителей не будет стоять вопрос об изменении графика работы, чтобы вечером они могли успевать за ребенком в ясли или сад. Кроме того, детский сад в непосредственной близости от работы экономит сотрудникам время и, что важно, силы для решения рабочих задач, потому что они сразу едут на работу, не завозя куда-то специально своих детей. Родители легче планируют своё рабочее время, растет производительность труда, улучшается климат в коллективе.
- Сохранить ценных работников. Корпоративный сад служит компаниям хорошим подспорьем, чтобы не искать сотрудникам с детьми замену, если те вынуждены уходить, чтобы подстроиться под лучшие условия для своих детей. Это снижает затраты по найму и обучению нового персонала. Возвращение молодых мам к работе до окончания декретного отпуска происходит безболезненно.
- Увеличить вовлеченность и лояльность персонала к компании, которая ориентирована на поддержку семьи, что, как показали исследования, положительно отражается на эффективности работы сотрудников. Возможность для родителей в перерывах наблюдать, как их дети играют, гуляют, едят, придает им уверенности в благополучии малышей, что благотворно влияет на качество и производительность работы и на уважение сотрудников к компании.
- Создать привлекательный образ компании для будущих сотрудников. Шаги в этом направлении значимы для имиджа компании в рамках корпоративной социальной ответственности. Компании, поддерживающие семьи, привлекают молодые квалифицированные кадры, для которых одним из решающих факторов при выборе работодателя является возможность гармонично сочетать работу и семью.
- Поддерживать гендерное равенство. Корпоративные детские сады дают дополнительные профессиональные возможности женщинам, что значимо в рамках управления многообразием. Мужчины, в свою очередь, также получают возможность участвовать в уходе за детьми и развивать свои родительские навыки.
- Поддерживать репутацию современной компании: самые высокие результаты достигаются в организациях, чья политика ориентирована на благополучие своих сотрудников. Сюда относятся гибкость в работе, помощь молодым родителям, решения для женщин с детьми и поддержка образования. А вот современное оснащение офисных помещений является лишь вторым по значимости фактором.

Таким образом, работодатель получает целый ряд конкурентных преимуществ: от непосредственной экономической выгоды от снижения затрат, связанных  с «текучкой» персонала, повышения лояльности и, главное, вовлеченности сотрудников и вплоть до улучшения репутации и укрепления позиций бренда.

## Влияние экономического кризиса на корпоративные детские сады
Многие компании опасаются, что открытие корпоративных детских садов сопряжено с рядом препятствий из-за предполагаемых расходов на этапе создания, проблем с лицензированием и бюрократической волокиты. Но расходы на аренду, переоборудование и современное оснащение помещений под детский сад, строительство детской площадки - а порой и бассейна - вполне окупаются за счет возможности привлечь и удержать талантливых молодых специалистов.
Так, даже в разгар кризиса известный производитель лекарств «Эвалар» не только не закрыла свой корпоративный детский сад, но и продолжала компенсировать более 80% от суммы на содержание детей сотрудников в саду. Как пояснила генеральный директор холдинговой компании Лариса Прокопьева, данный шаг позволил за 2 года снизить «текучку» кадров на предприятии с 13,4% в 2012 году до 7,1% в 2014, а также оказался самой привлекательной составляющей компенсационного пакета для дефицитного квалифицированного персонала из многих крупных городов региона.
Схожими мотивами руководствовался и «Хоум кредит энд финанс банк», который не урезал свои затраты на корпоративный детский сад, созданный в интересах 2000 сотрудников контакт-центра банка, большинство из которых женщины. Для большой компании затраты на содержание детского сада невелики, а результат налицо: родители маленьких детей легче планируют своё рабочее время и лучше работают.
В тяжелые времена компании пытаются оптимизировать расходы и, как показывает практический опыт, например, компании ABBYY, детский сад является выгодным вложением. В московском офисе компании открыли мини-сад для дошкольников, где дети могут поиграть с воспитателем, пока родители заняты рабочими вопросами. Замдиректора по персоналу ABBYY Наталья Новикова рассказала, что руководство компании сопоставило расходы на содержание мини-сада с теми преимуществами, которые получат 70% работников компании – родители с детьми, – и приняла решение в пользу мини-сада.
Кризис подтолкнул и руководство делового квартала «Новоспасский» обратиться к компании One! International School, специализирующейся на создании корпоративных детсадов, с предложением разместить детский сад прямо на территории квартала. Данная инициатива нашла поддержку у многих арендаторов, которые были заинтересованы в предоставлении своим сотрудникам возможности оставлять своих детей под надежным присмотром до 12 часов.
 Существует еще один немаловажный момент. Создавая корпоративный сад, компания вносит свой вклад в инфраструктуру города, что может получить одобрение и даже субсидии местных властей. В итоге, компания оказывается в выигрыше и потому, что развивает хорошие отношения с властями .

## Преимущества организации корпоративного детского сада для семьи
Самые значимые факторы в работе корпоративного сада для молодой семьи:
- современный билингвальный детский сад с уникальной программой, разработанной специально для детей сотрудников,
- Педагогика Монтессори, так как она предполагает разновозрастную группу, что особенно удобно для компаний с небольшим количеством детей сотрудников и родителей с 2 и более детей,
- поддержка сотрудников в их родительской роли со стороны компании и операторов детского сада и гарантия высокого уровня образования и воспитания,
- возможность получить финансовую помощь в оплате стоимости пребывания в детском саду,
- возможность гармонизировать рабочие и семейные  процессы,
- полная гарантия места в яслях или детском саду (Из-за больших очередей и нехватки мест в муниципальных садиках женщины вынуждены сидеть с детьми дома, взяв декретный отпуск),
- расположение в непосредственной близости к месту работы, чтобы снять проблему с ежедневными поездками до детских образовательных учреждений.

## Организация корпоративного детского садика
Гарантией успеха проекта по созданию детского сада, с одной стороны, является использование заинтересованности самих родителей и готовность со стороны руководства компании поддержать проект, как соответствующий её ценностям.
Сам процесс организации детского сада весьма обременителен: он предполагает получение разрешений в Санэпиднадзоре, Роспотребнадзоре, разрешение вопросов по оборудованию игровых и спальных комнат, организации питания и отдыха, пожарной безопасности. Поэтому все большее количество компаний перекладывают хлопоты на плечи специальных провайдеров – компаний, целенаправленно занимающихся открытием корпоративных и частных детских садов. Они занимаются финансовыми, правовыми и организационными вопросами и предоставляют широкий пакет услуг по созданию и управлению детскими садами: от бизнес-плана и ремонта помещений до подбора персонала и разработки развивающих программ.